# 所羅門群島中央銀行
索羅門群島中央銀行（英語：Central Bank of Solomon Islands）位於索羅門群島首都荷尼阿拉，是索羅門群島的中央銀行。索羅門群島中央銀行於1983年2月根據1976年索羅門群島中央銀行法成立。現任行長是盧克·福羅博士。

## 職能
根據2012年CBSI法案第9條，索羅門群島中央銀行的官方職能是：
(a) 確定和實施貨幣政策。
(b) 協助確定的匯率制度。
(c) 決定和執行匯率政策。
(d) 持有和管理國際儲備。
(e) 按照本法或任何其他法律的進一步規定，規範國際貨幣兌換。
(f) 發行、監管和管理索羅門群島的貨幣。
(g) 收集和製作統計數據。
(h) 向議會、政府和公眾通報本法進一步規定的政策、職能和運作。
(i) 促進安全、健全和高效的支付系統。
(j) 按照本法或任何其他法律的進一步規定，監管、許可、註冊和監督金融機構。
(k) 作為銀行、政府和索羅門群島任何其他公共機構和組織的財務顧問和財務代理人。
(l) 就屬於其職權範圍內的事項與國際機構和組織合作並參與其中。
(m) 確保金融機構在其組織內設立消費者投訴部門。
(n) 促進普惠金融和相關活動。
(o) 開展根據本法或任何其他法律履行其職能相關的任何輔助活動。
索羅門群島中央銀行致力於製定促進普惠金融的政策，並且是普惠金融聯盟的成員。